# BC Sportlust Dresden
BC Sportlust Dresden was een Duitse voetbalclub uit Dresden.

## Geschiedenis
De club werd in 1900 opgericht en was samen met Dresdner SC en Dresdner FC von 1893 een van de drie stichtende leden van de Dresdense voetbalbond (Verband Dresdner Ballspiel-Vereine). De drie clubs speelden een kampioenschap van maart tot september 1901, dat door Sportlust gewonnen werd. Het volgende seizoen was het Dresdner SC dat de titel won.
In 1902 begon de Midden-Duitse voetbalbond met een nieuwe competitie, de Oost-Saksische. In 1904/05 begon Sportlust hier in de hoogste klasse met nog andere clubs uit Chemnitz en Mittweida. Vanaf 1905 werd de competitie eerder een stadscompetitie van Dresden. Sportlust moest steevast zijn meerdere erkennen in Dresdner SC. Pas in 1909/10 kon Sportlust voor het eerst de hegemonie doorbreken. Hierdoor plaatste de club zich voor de Midden-Duitseeindronde, waar ze in de eerste ronde door Wacker Halle verslagen werden. Twee jaar later eindigde de club samen met Dresdner SC op de eerste plaats, maar verloor de strijd om de titel. SV Guts Muts Dresden en Dresdner FC Fußballring 1902 kwamen nu ook opzetten en Sportlust moest de greep met de top lossen. In 1923/24 volgde uiteindelijk de degradatie. De club slaagde er niet meer in terug te keren naar het hoogste niveau.
Hierna verdween de club in de anonimiteit. Na de machtsgreep van de NSDAP in 1933 werden alle Duitse amateursportclubs opgeheven. BC Sportlust werd na de Tweede Wereldoorlog nooit meer heropgericht.

## Erelijst
Kampioen Dresden
1901
Kampioen Oost-Saksen
1909/10